# Scheibe (Neuhaus am Rennweg)
Scheibe ist ein Ort des Ortsteils Scheibe-Alsbach der Stadt Neuhaus am Rennweg im Landkreis Sonneberg in Thüringen.

## Lage
Scheibe liegt in einem Talkessel der Schwarza bei 620 Metern über NN im Thüringer Schiefergebirge. Im Osten des Ortes entspringt die Schwarza. Sie wird aber gleich als Wasserreserve aufgestaut. Die Bundesstraße 281 erschließt das Gebirgsdorf verkehrsmäßig.

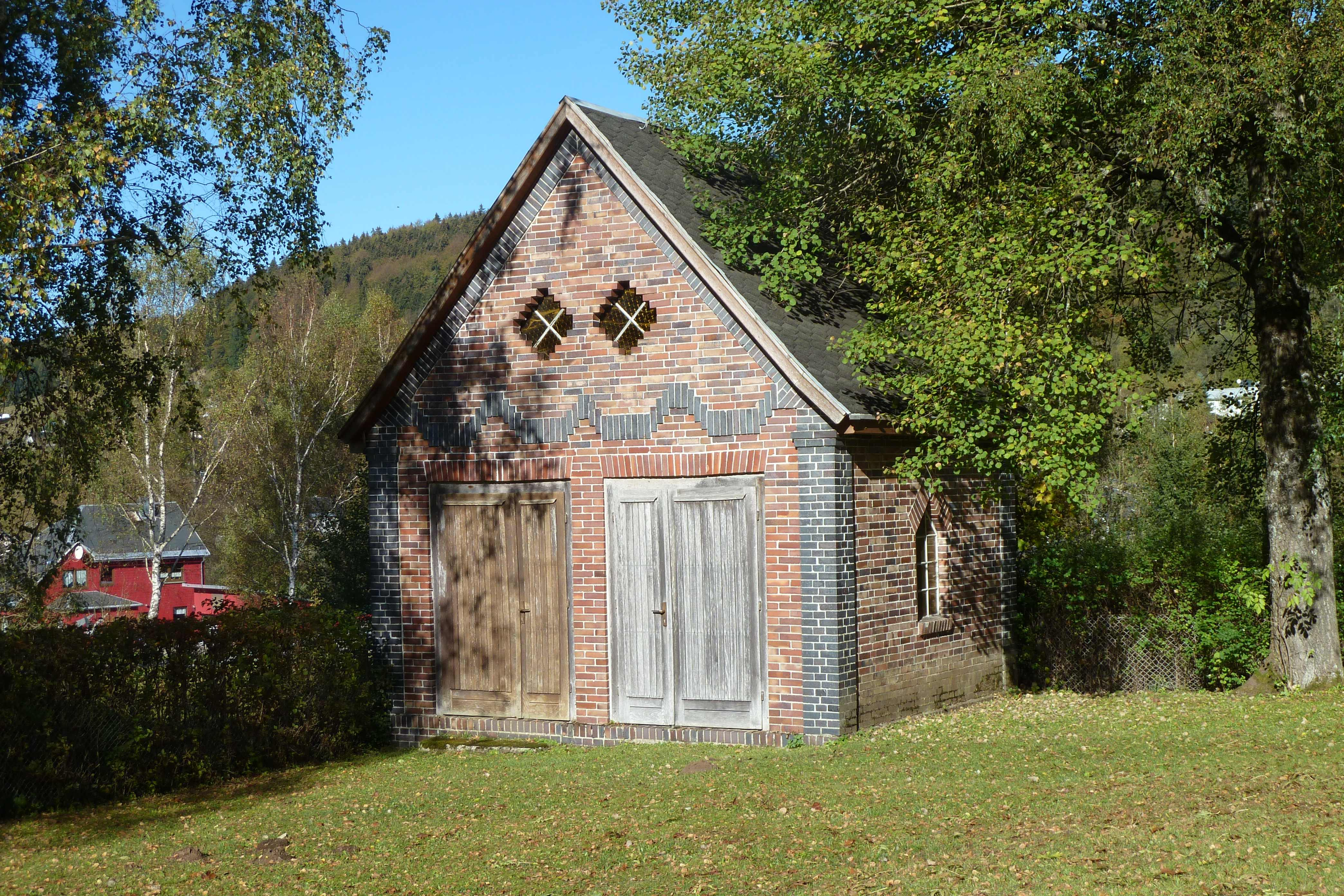
Leichenhalle des Friedhofs Scheibe

## Geschichte
Am 10. Dezember 1378 wurde das Walddorf erstmals urkundlich genannt.  Die evangelisch-lutherische Kirche Scheibe wurde 1861 bis 1866
errichtet. Bis 1918 gehörte der Ort zur Oberherrschaft des Fürstentums Schwarzburg-Rudolstadt.
Am 1. Oktober 1923 wurde Alsbach nach Scheibe eingemeindet, am 13. Februar 1924 folgte die Umbenennung der vergrößerten Gemeinde in Scheibe-Alsbach. Am 31. Dezember 2012 wurde Scheibe-Alsbach in die Stadt Neuhaus am Rennweg eingemeindet.